# Mount Ashley
Mount Ashley ist ein 1155 m (nach britischen Angaben 1150 m) hoher Berg auf Südgeorgien. Er ragt südlich der Bay of Isles zwischen den Kopfenden des Grace- und des Lucas-Gletschers auf.
Robert Cushman Murphy verwendete nach seinem Besuch Südgeorgiens zwischen 1912 und 1913 die Bezeichnung Cifford Ashley Mountains für eine Reihe verstreuter Berge und Gebirgskämme südlich der Bay of Isles. Der South Georgia Survey erachtete diese Benennung als ungeeignet und übertrug zwischen 1955 und 1956 den Namen auf den höchsten Berg der Gruppe. Namensgeber ist der US-amerikanische Walfanghistoriker Clifford W. Ashley (1881–1947), Autor der Werke The Yankee Whaler (1926) und Whale Ships of New Bedford (1929).